# 可攜式評估
可攜式評估(英語：Portable assessment)是現時教育的最新發展。由於今時今日的教育經常都強調全方位學習，使學習環境亦從過往純綷紙筆及課堂轉移到戶外，可攜式評估使評估活動不至於局限在固定的考場，而是可以在任何地方舉行。利用流動數碼裝置(PDA)，透過把考卷下載到裝置上，教師可以讓學員在任何地方進行評估活動。
最早進行可攜式評估活動的應該是醫學院，由教授先到病房挑選合適的病人讓考生去接觸，並在電子手帳上回答問題。
現時，香港有多家中小學正在研究可攜式評估在學校實行之可行性。

## 市面可用之可攜式評估軟件
- PocketExam：軟件不支援中文。
- Acquasys Examiner及ExamCreator：Creator需要.NET Framework 1.1，可支援中文。

## 參看
- 普適教育 (Ubiquitous Education) - 普適計算 (Ubiquitous Computing)
- 離線移動學習

## 外部連結
- CTL Publications: Portable assessment authoring Using handheld technology to assess collaborative inquiry